# Дунчанфу
Дунчанфу́ (кит. упр. 东昌府, пиньинь Dōngchāngfǔ, буквально: «Дунчанская управа») — район городского подчинения городского округа Ляочэн провинции Шаньдун (КНР).

## История
Ещё когда царство Цинь впервые в истории объединило Китай в единую империю, здесь был образован уезд Ляочэн (聊城县). В средние века он был подчинён области Бочжоу (博州), правление которой во времена империй Сун и Цзинь размещалось именно в Ляочэне. При монголах страна была разделена на регионы-лу, и уезд вошёл в состав региона Дунчан (东昌路), правление которого также разместилось в Ляочэне. После основания империи Мин в 1368 году Дунчанский регион был преобразован в Дунчанскую управу (东昌府), аппарат управы также разместился в Ляочэне. После Синьхайской революции в Китае была проведена реформа структуры административного деления, и в 1913 году управы были упразднены.
В 1940 году в память о Фань Чжусяне, героически павшем в боях с японцами, уезд был переименован в Чжусянь (筑先县).
В 1949 году уезду было возвращено название Ляочэн, и он вошёл в состав Специального района Ляочэн (聊城专区) новообразованной провинции Пинъюань. В 1952 году провинция Пинъюань была расформирована, и Специальный район Ляочэн был передан в состав провинции Шаньдун. В декабре 1958 года уезд Ляочэн был преобразован в город Ляочэн, однако в марте 1963 года город был вновь сделан уездом. В 1967 году Специальный район Ляочэн был переименован в Округ Ляочэн (聊城地区).
В августе 1983 года уезд Ляочэн был преобразован в городской уезд.
Постановлением Госсовета КНР от 29 августа 1997 года с марта 1998 года были расформированы округ Ляочэн и городской уезд Ляочэн, а вместо них образован Городской округ Ляочэн; территория бывшего городского уезда Ляочэн стала районом Дунчанфу в его составе.

## Административное деление
Район делится на 10 уличных комитетов, 11 посёлков и 2 волости.